# Недашківська Наталія Валеріївна
Ната́лія Вале́ріївна Недашкі́вська (* 1987) — українська біатлоністка, чемпіонка юнацьких спортивних ігор, майстер спорту з біатлону.

## З життєпису
Народилася 1987 року. Член збірної України з біатлону. Проживає в Тетієві. Вперше взяла участь у юніорському чемпіонаті світу з біатлону в 2003 році, брала участь у міжнародному чемпіонаті з біатлону. На змаганнях у Косьцелісько посіла 50-е місце в особистому змаганні та 65-му в спринті. На літньому чемпіонаті Європи з біатлону 2009 року в Нове Место-на-Мораві у спринтерській гонці посіла 23 місце, в мас-старті була 24-ю. З Юлією Капустою, Василем Палигою і Віталієм Дердійчуком посіла шосте місце в гонці зі змішаною естафетою. Чемпіонка України.
Працює тренером з біатлону.